# Andreas Avraam
Andreas Avraam (in greco: Ανδρέας Αβρααμ; Larnaca, 6 giugno 1987) è un ex calciatore cipriota, di ruolo difensore.

## Carriera

### Club
Ha cominciato la carriera professionistica nella squadra dell'Omonia Aradippou, segnando 7 reti in 16 incontri nella seconda serie cipriota.
Nel 2007 passa in massima serie nell'Apollon Limassol, dove rimane per tre stagioni (segnando complessivamente 16 reti in campionato), culminate con la vittoria della Coppa di Cipro.
Nell'estate 2010 passa all'Omonia Nicosia dove, appena arrivato, vince la Supercoppa di Cipro.

### Nazionale
Dal 2008 fa parte della nazionale cipriota.
Il 3 settembre 2010 nel corso della gara Portogallo-Cipro, valida per le 
Qualificazioni a Euro 2012 ha segnato la rete del definitivo 4-4.

## Palmarès

### Club

#### Competizioni nazionali
- Coppa di Cipro: 4

Apollōn Limassol: 2009-2010
Omonia: 2011, 2012
AEL Limassol: 2018-2019
- Supercoppa di Cipro: 1

Omonia: 2010